# Diosnel Chase
Diosnel Chase (Villarrica, 23 de junio de 1904 - Asunción, 22 de agosto de 1988) fue un músico paraguayo. Sus padres Luis Chase y Blandina Martines, su abuelo paterno Carlos Chase, fue un inmigrante estadounidense, uno de los primeros pobladores después de la Guerra contra la Triple Alianza.
Estudió guitarra con Carlos Talavera. En su pueblo natal, junto a Félix Pérez Cardozo y Ampelio Villalba formó un trío que realizó presentaciones en la capital.

## Infancia y juventud
Es otra de las luminarias del canto nativo paraguayo; ha compuesto obras musicales que han llegado a tener trascendencia internacional, durante sus carrera artística se ha granjeado relaciones profesionales y de amistad con otros autores y compositores compatriotas quienes también conocieron la fama y el éxito dentro y fuera del Paraguay, como Félix Fernández y Félix Pérez Cardozo, entre otros. Integró la orquesta Manuel Ortiz Guerrero, dirigida por el maestro José Asunción Flores, el dúo Melga-Chase, formado en 1931, fue uno de los más notorios y exitosos en su género, y composiciones como “Causa ne ñaña”, “Virginia”, “Che lucero ñemimby”, entre otros. Son testimonios de su capacidad de escritor.
Sus primeros estudios los realizó en un centro educativo de la capital del Guairá, la escuela Elemental de Villa Rica y posteriormente sus padres lo enviaron a la capital del país para que prosiguiera con sus aprendizaje en el colegio San José de Asunción.
En su Autobiografía hace constar que a los 10 años empezó su pasión por la música y que gracias al piano traído de Norteamérica por su abuelo, pasaba horas sobre las teclas hasta conseguir interpretar completamente de oído, las canciones “Floripami”, “ndarekói la culpa” y otras sin necesidad de asesoramiento alguno.
A la joven edad de 16 años y a instancia de su padre, se alistó en las filas del ejército para cumplir con el servicio militar obligatorio, en la segunda zona, Paraguari. Allí entre las tropas, aprendió las primeras notas de guitarra.
Conoció a Carlos Talavera, gran concertista de guitarra, quien además era violinista, flautista y compositor de innumerables obras musicales, dirigía una orquesta de ocho músicos, su cantante era Adolfo Cabral, y asistiendo a sus ensayos, aprendió con Talavera la ejecución de la guitarra, el instrumento de su preferencia.

## Primeros pasos
En 1929 formó el “Conjunto guaireño” junto a Rodolfo Heyn (guitarra), Felipe Sánchez (arpa), y el dúo femenino de Blanquita Villalba y Dora del Cerro, con el que realizó su primera gira a la Argentina.
Antes de cumplir los veinticincos años, Diosnel Chase, quien había llegado a Buenos Aires en busca de fama y en 1931, la casa “Víctor” de Argentina grabó sus primeras composiciones con el trío integrado junto a Pérez Cardozo y Ampelio Villalba.
Los éxitos se sucedieron en le reina del Plata, Buenos Aires, pero en 1936 formó junto a Basilio Melgarejo Molinas el célebre dúo “Melga-Chase”, uno de los paradigmáticos entre un sinnúmero de dúos de cantores en la historia de la música popular del Paraguay, con el cual actuó por espacio de dos décadas.

## Aventura Artística
Diosnel Chase, bohemio del alma, quien desde su niñez, en su querido barrio Cancha kué, de Villarrica y teniendo como un ejemplo a seguir al Pa`i Lolo Martines, autor de la canción “Transitando”, se había propuesto abrazar la carrera artística, ya que como entretenimiento preferido, pasaba tiempo, escuchando y tratando de ejecutar la guitarra, instrumento que sería en adelante su preferido.
Sus condiciones innatas de cantante, ya que poseía una voz brillante y clara, le dieron posibilidad de trascender rápidamente, al ser aceptado por otros renombrados artistas para conformar con ellos sus agrupaciones musicales.
Desde la pensión “La confianza”, en la que sobrevivía Pérez Cardozo y Villalba, había de partir una caravana artística hacia El Plata, llevada por el poeta Pedro José Carlés, quien oficio de animador y representante, y organizó una larga gira que llevó al cuarteto paraguayo hasta Buenos Aires por la vía fluvial, cantando en Buques cargueros durante el viaje para cubrir el costo del pasaje. Esto fue en 1931, según un escrito que obra en los archivos de APA.

## Trayectoria
En 1940 regresó al Paraguay y fue uno de los pioneros de las veladas populares, representaciones artísticas que integran teatro popular, declamación, humor, danza y música y versan sobre temas del folklore paraguayo) en pueblos del interior y barrios de la capital. Una de sus obras, “La leyenda del karau”, escrita con Ignacio Melgarejo, formaba parte del repertorio tradicional de las veladas, de las que participaban también otros destacados artistas como José L. Melgarejo, Félix Fernández, Máxima Lugo, el Dúo los Morenitos (formado por los niños Alberto Casanova y Tito Torres que de adultos pasarían a formar el Trío Cristal),Dora del Cerro y José Kaí, por citar los más representativos. Grabó discos junto a Pérez Cardozo, con la “Orquesta Ortiz Guerrero” del maestro José Asunción Flores y con el dúo “Melga-Chase”.

## Últimos años
Falleció en Asunción el 22 de agosto de 1988.

## Obras
Diosnel Chase ha dejado como testimonio de su gran capacidad creativa composiciones que son joyas del Folclore Paraguayo y que se han convertido en verdaderos clásicos a través del tiempo, ya que hasta hoy es frecuente escuchar en las emisiones radiales las nuevas grabaciones realizadas por diferentes intérpretes que incluyen las obras de este consagrado compositor Guaireño, tan querido y recordado por los seguidores de la buena música que describen nuestra identidad nacional.
Entre sus canciones más difundidas figuran:
- “Virginia” (una de las polcas amatorias más hermosas de la canción popular paraguaya)
- “Káusa neñañá”.
- “Che lucero ñemimby”.
- “Kueheve guare”.
- “Princesa guaireña”.
- “Nde tapere che reindy”.
- “En una noche de luna”.
- “Concepción salud”.
- “Flor de mi alma”.
- “Tupasy Ka’akupepe”.
- Y otros Quedaran por siempre en el repertorio de la música folclórica de nuestro país.

Contrajo nupcias con Blanca Buzó en 1939, con quien tuvo una hija, Rubí, Dora del Cerro fue madre de otros dos hijos suyos, un varón y una nena, y con Carmen Villalba tuvo también dos descendientes; un varón y una nena también.